# Bellaffaire
Bellaffaire (en provençal Bèl-Afaire) est une commune française, située dans le département des Alpes-de-Haute-Provence en région Provence-Alpes-Côte d'Azur.
Ses habitants sont appelés les Bellaffairois,.

## Géographie
Le village est situé à 845 m d’altitude avec le sommet de Tête Grosse à 1 598 m.

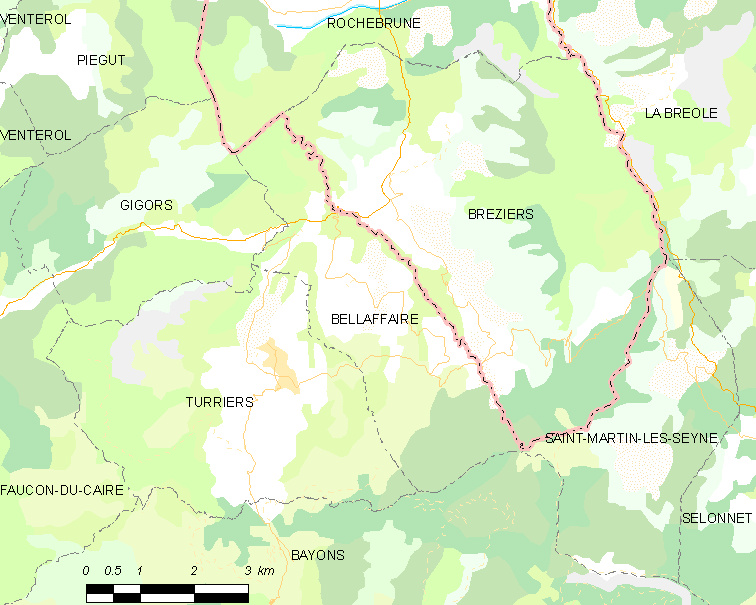
Bellaffaire et les communes voisines (cliquez sur la carte pour accéder à une grande carte avec la légende).

Les communes limitrophes de Bellaffaire sont Bréziers, Saint-Martin-lès-Seyne, Bayons, Turriers, Gigors et Rochebrune.

### Géologie

Massif des Alpes et localisation des Préalpes de Digne.

Le territoire se situe en limite nord des Préalpes de Digne et de la nappe de Digne, au niveau du lobe nord-ouest : il s'agit d'une nappe de charriage, c'est-à-dire d'une dalle épaisse de près de 5 000 m qui s'est déplacée vers le sud-ouest durant l'Oligocène et la fin de la formation des Alpes. Les lobes (ou écailles) correspondent à la bordure découpée à l'ouest de la nappe.
Lors des deux dernières grandes glaciations, la glaciation de Riss et la glaciation de Würm, la commune est entièrement recouverte par le glacier de la Durance.

### Transports

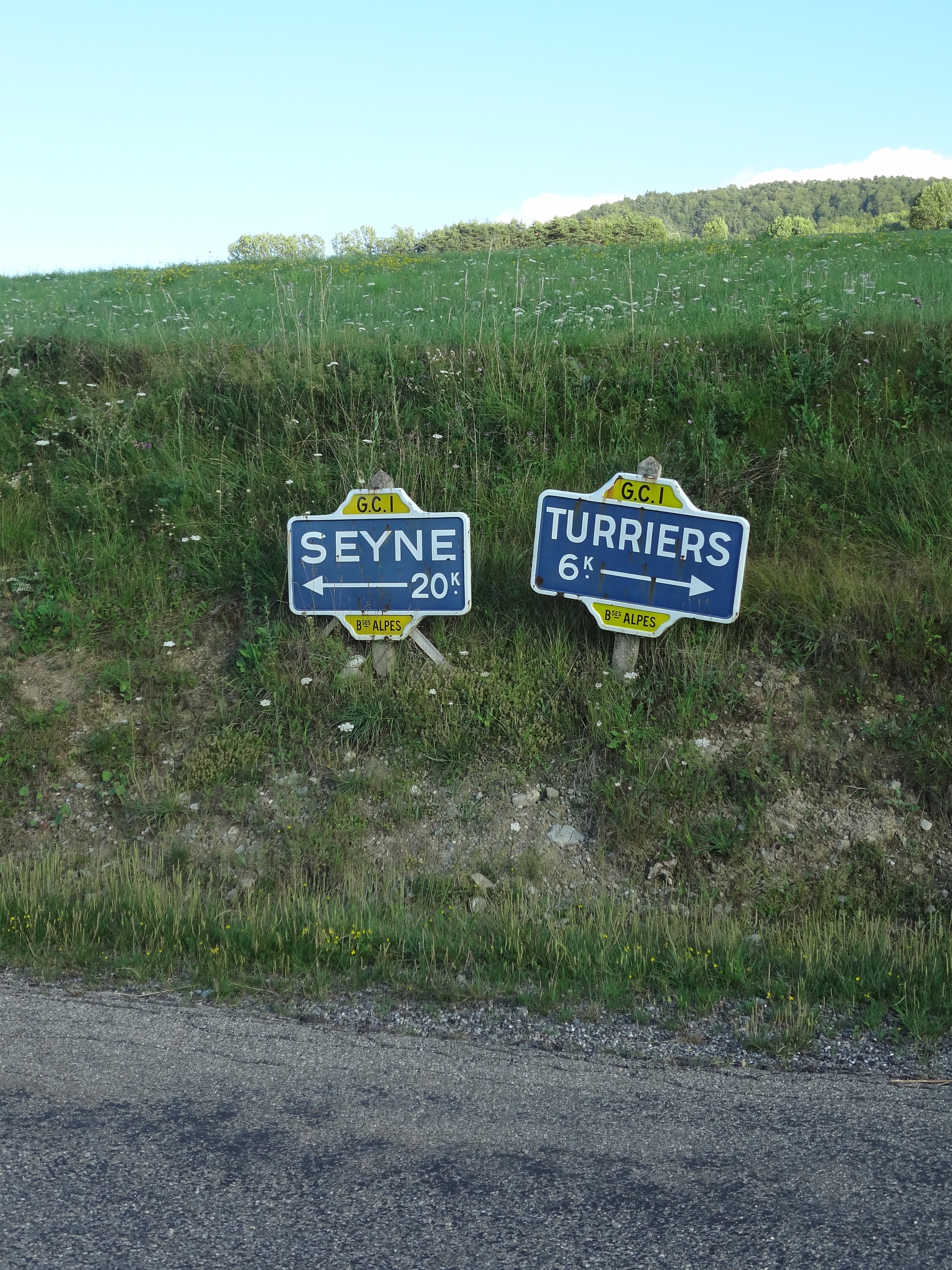
Anciens panneaux routiers sur la RD 1.

La commune de Bellaffaire est desservie par les routes départementales RD 1, RD 951, orientées est-ouest et traversant la commune au nord et au sud, et par la RD 301, qui les relie.

### Hameaux
- les Dorats
- la Freyssinie
- les Jurans
- les Pascaux

### Climat
Pour des articles plus généraux, voir Climat de Provence-Alpes-Côte d'Azur et Climat des Alpes-de-Haute-Provence.
En 2010, le climat de la commune est de type climat méditerranéen altéré, selon une étude du Centre national de la recherche scientifique s'appuyant sur une série de données couvrant la période 1971-2000. En 2020, Météo-France publie une typologie des climats de la France métropolitaine dans laquelle la commune est exposée à un climat de montagne ou de marges de montagne et est dans la région climatique Alpes du sud, caractérisée par une pluviométrie annuelle de 850 à 1 000 mm, minimale en été.
Pour la période 1971-2000, la température annuelle moyenne est de 9,8 °C, avec une amplitude thermique annuelle de 17,8 °C. Le cumul annuel moyen de précipitations est de 926 mm, avec 6,7 jours de précipitations en janvier et 5,7 jours en juillet. Pour la période 1991-2020, la température moyenne annuelle observée sur la station météorologique de Météo-France la plus proche, « Turriers », sur la commune de Turriers à 2 km à vol d'oiseau, est de 10,6 °C et le cumul annuel moyen de précipitations est de 795,7 mm. 
La température maximale relevée sur cette station est de 40 °C, atteinte le 23 août 2023 ; la température minimale est de −17 °C, atteinte le 1er février 2010,,.
Les paramètres climatiques de la commune ont été estimés pour le milieu du siècle (2041-2070) selon différents scénarios d'émission de gaz à effet de serre à partir des nouvelles projections climatiques de référence DRIAS-2020. Ils sont consultables sur un site dédié publié par Météo-France en novembre 2022.

### Environnement
La commune compte 387 ha de bois et forêts, soit 29 % de sa superficie.

### Risques naturels et technologiques
Aucune des 200 communes du département n'est en zone de risque sismique nul. L'ancien canton de Turriers auquel appartenait Bellaffaire est en zone 1b (risque faible) selon la classification déterministe de 1991, basée sur les séismes historiques, et en zone 4 (risque moyen) selon la classification probabiliste EC8 de 2011. La commune de Bellaffaire est également exposée à deux autres risques naturels :
- feu de forêt,
- mouvement de terrain.

La commune de Bellaffaire n’est exposée à aucun des risques d’origine technologique recensés par la préfecture.
Aucun plan de prévention des risques naturels prévisibles (PPR) n’existe ni n’est prévu pour la commune et le Dicrim n’existe pas non plus.

## Urbanisme

### Typologie
Au 1er janvier 2024, Bellaffaire est catégorisée commune rurale à habitat très dispersé, selon la nouvelle grille communale de densité à 7 niveaux définie par l'Insee en 2022.
Elle est située hors unité urbaine. Par ailleurs la commune fait partie de l'aire d'attraction de Gap, dont elle est une commune de la couronne,. Cette aire, qui regroupe 73 communes, est catégorisée dans les aires de 50 000 à moins de 200 000 habitants,.

### Occupation des sols
L'occupation des sols de la commune, telle qu'elle ressort de la base de données européenne d’occupation biophysique des sols Corine Land Cover (CLC), est marquée par l'importance des forêts et milieux semi-naturels (66,5 % en 2018), en diminution par rapport à 1990 (69,6 %). La répartition détaillée en 2018 est la suivante :
milieux à végétation arbustive et/ou herbacée (34,5 %), zones agricoles hétérogènes (33,5 %), forêts (32 %).
L'évolution de l’occupation des sols de la commune et de ses infrastructures peut être observée sur les différentes représentations cartographiques du territoire : la carte de Cassini (XVIIIe siècle), la carte d'état-major (1820-1866) et les cartes ou photos aériennes de l'IGN pour la période actuelle (1950 à aujourd'hui).

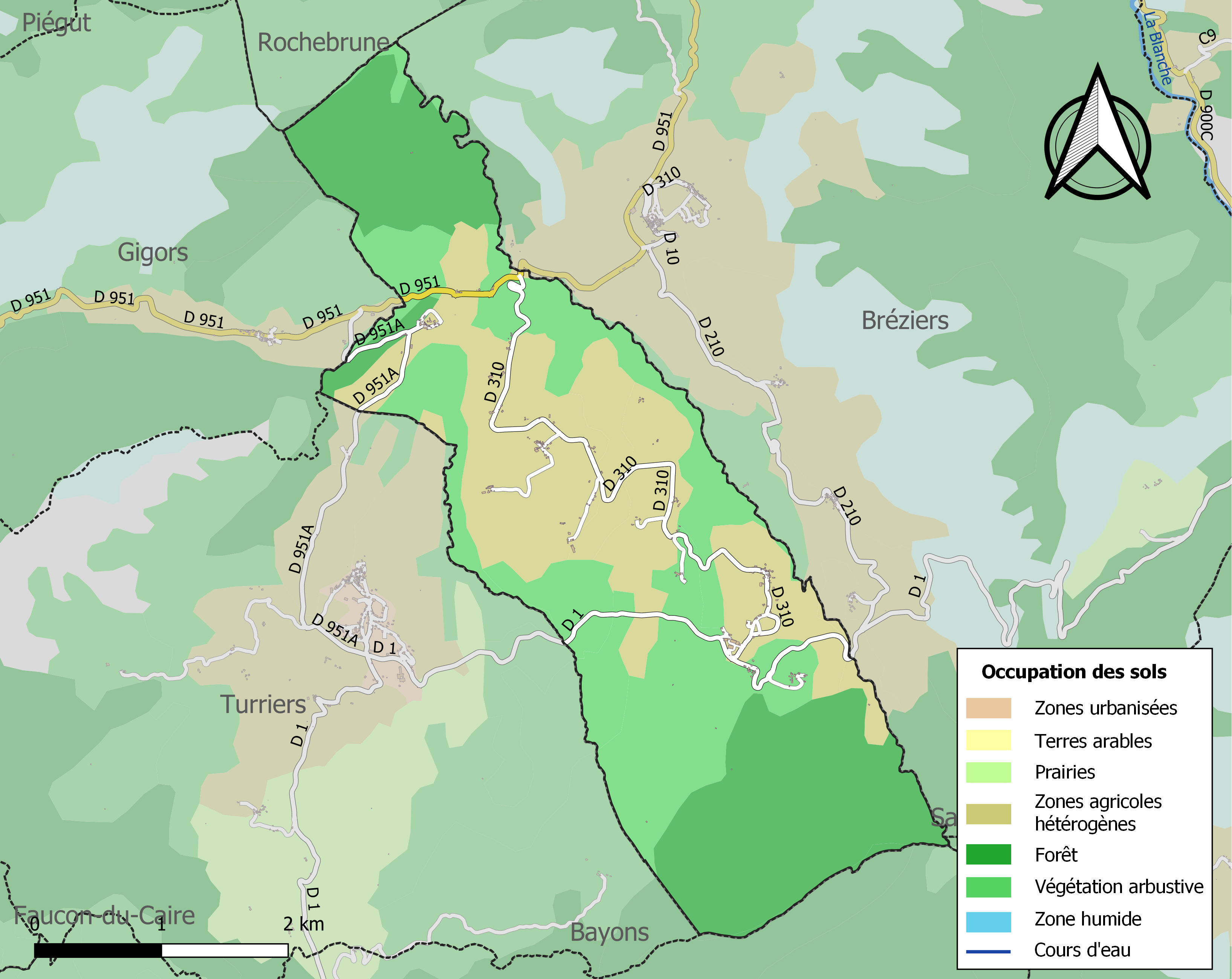
Carte de l'occupation des sols de la commune en 2018 (CLC).

## Toponymie
La localité apparaît pour la première fois dans les textes en 1113 (Belloafar). Son nom est formé des termes provençaux bel et afaire, signifiant belle propriété rurale, beau domaine.

## Histoire

### Moyen Âge
La villa Jugurnis appartenait à l’abbaye Saint-Victor de Marseille.
La localité, qui apparaît au début du XIIe siècle dans les chartes, est dotée d’un consulat au XIIIe siècle. La moitié du fief appartenait aux comtes de Provence.
En 1348, la reine Jeanne, chassée de son royaume de Naples, dut se réfugier en Provence. Pour reconquérir ses États napolitains, elle vendit Avignon au pape pour 80 000 florins, et obtint au passage l'absolution pontificale qui la lavait de tout soupçon dans le meurtre de son premier époux André de Hongrie. Reconnaissante, elle offrit à Guillaume II Roger, frère du pape, le fief de Valernes, qui fut érigé en vicomté par lettres patentes en 1350. La nouvelle vicomté comprenait les communautés de Bayons, Vaumeilh, la Motte, Bellaffaire, Gigors, Lauzet, les Mées, Mézel, Entrevennes et le Castellet, avec leurs juridictions et dépendances.

### Révolution française
Au début de la Révolution française, la nouvelle de la prise de la Bastille est accueillie favorablement, mais provoque un phénomène de peur collective d’une réaction aristocratique. Localement, la Grande Peur, venant de Tallard et appartenant au courant de la « peur du Mâconnais », atteint Bellaffaire le soir du 31 juillet 1789. Les consuls de la communauté villageoise sont prévenus par ceux de Gap qu’une troupe de 5 à 6 000 brigands se dirige vers la Haute-Provence après avoir pillé le Dauphiné. Aussitôt, les consuls de Bellaffaire transmettent la nouvelle aux consuls de Seyne, faisant ainsi se propager la Grande peur.
Dès le 2 août, l’affolement retombe, les faits divers à l’origine des rumeurs étant éclaircis. Mais un changement important a eu lieu : les communautés se sont armées, organisées pour se défendre et défendre leurs voisins. Un sentiment de solidarité est né à l’intérieur des communautés et entre communautés voisines, et les consuls décident de maintenir les gardes nationales. Aussitôt la peur retombée, les autorités recommandent toutefois de désarmer les ouvriers et les paysans sans terre, pour ne conserver que les propriétaires dans les gardes nationales.
En 1793, le château appartenant à la famille Eyssautier est mis aux enchères pour démolition, puis le Pré la Cour ou de Fréchenie est vendu comme bien national. Une maison seigneuriale, dite le château, en bas du village, dotée de deux tours d’angle est reconstruite par la famille en 1795[réf. souhaitée].

### Époque contemporaine
Comme de nombreuses communes du département, Bellaffaire se dote d’écoles bien avant les lois Jules Ferry : en 1863, elle compte déjà deux écoles dispensant une instruction primaire aux garçons. Aucune instruction n’est donnée aux filles : la loi Falloux (1851) n’impose l’ouverture d’une école de filles qu’aux communes de plus de 800 habitants ; la première loi Duruy (1867) abaisse ce seuil à 500 habitants, ce qui ne concerne pas la commune et ce n’est qu’avec les lois Ferry que les petites filles de Bellaffaire sont régulièrement scolarisées. La deuxième loi Duruy (1877) permet à la commune de construire à neuf l’école du chef-lieu.
Jusqu’au milieu du XXe siècle, la vigne était cultivée dans la commune. Ce vin, de mauvaise qualité, était destiné uniquement à l’autoconsommation. Cette culture a depuis été abandonnée.

## Politique et administration

### Administration municipale
De par sa taille, la commune dispose d'un conseil municipal de neuf membres (article L2121-2 du Code général des collectivités territoriales). Lors du scrutin de 2008, il n’y eut qu’un seul tour et Michèle Zimmer a été réélue conseillère municipale avec le quatrième total de 91 voix, soit 73,39 % des suffrages exprimés. La participation a été de 88,57 %. Elle a ensuite été nommée maire par le conseil municipal.

### Listes des maires
De 1789 à 1799, les agents municipaux (maires) sont élus au suffrage direct pour 2 ans et rééligibles, par les citoyens actifs de la commune, contribuables payant une contribution au moins égale à 3 journées de travail dans la commune. Sont éligibles ceux qui paient un impôt au moins équivalent à dix journées de travail.
De 1799 à 1848, La constitution du 22 frimaire an VIII (13 décembre 1799) revient sur l’élection du maire, les maires sont nommés par le préfet pour les communes de moins de 5 000 habitants. La Restauration instaure la nomination des maires et des conseillers municipaux. Après 1831, les maires sont nommés (par le roi pour les communes de plus de 3 000 habitants, par le préfet pour les plus petites), mais les conseillers municipaux sont élus pour six ans.
Du 3 juillet 1848 à 1851, les maires sont élus par le conseil municipal pour les communes de moins de 6 000 habitants.
De 1851 à 1871, les maires sont nommés par le préfet, pour les communes de moins de 3 000 habitants et pour 5 ans à partir de 1855.
Depuis 1871, les maires sont élus par le conseil municipal à la suite de son élection au suffrage universel.
| Période                                  | Période        | Identité            | Étiquette | Qualité                                             |
| ---------------------------------------- | -------------- | ------------------- | --------- | --------------------------------------------------- |
| 1895                                     | Mai 1908       | Joseph Juran        |           |                                                     |
| Mai 1908                                 | Mai 1912       | Jules Touche        |           |                                                     |
| Mai 1912                                 | Septembre 1913 | Désiré Massot       |           |                                                     |
| Septembre 1913                           | Juillet 1920   | Marcelin Long       |           |                                                     |
| Juillet 1920                             | Août 1922      | Joseph Maximin      |           |                                                     |
| Août 1922                                | Août 1930      | Lucien Massot       |           |                                                     |
| Août 1930                                | Novembre 1947  | Joseph Touche       |           | Ancien Résistant, se présente sous cette étiquette. |
| Novembre 1947                            | Mai 1953       | Louis Turcan        |           |                                                     |
| Mai 1953                                 | Juin 1970      | Émilien Sigaud      |           |                                                     |
| Juin 1970                                | Mars 1977      | Lucienne Boujeant   |           |                                                     |
| Mars 1977                                | Mars 1989      | André Maximin       |           |                                                     |
| Mars 1989                                | Juin 1995      | Gilbert Daumas      |           | Éleveur ovin                                        |
| Juin 1995                                | Août 1998      | Aimé Sigaud         |           |                                                     |
| Août 1998                                | 2008           | Michèle Zimmer,     | UMP       |                                                     |
| 2008                                     | Avril 2014     | Robert Nicolas      |           |                                                     |
| Avril 2014                               | Mai 2020       | Sandrine Pizzaballa |           | Fonctionnaire de catégorie C                        |
| Mai 2020                                 | en cours       | Bernard Caveing     |           | Ancien Cadre                                        |
| Les données manquantes sont à compléter. |                |                     |           |                                                     |

### Intercommunalité
De 2002 à 2015, Bellaffaire était l'une des neuf communes de la communauté de communes du Pays de Serre-Ponçon. À la suite d'une réunion du conseil municipal, tenue fin 2014, la commune a souhaité quitter le Pays de Serre-Ponçon ; le 1er janvier 2016, elle a rejoint la communauté de communes de La Motte-du-Caire - Turriers, laquelle est appelée à fusionner avec trois autres communautés de communes, dont celle du Sisteronais.
Le rattachement de Bellaffaire à la communauté de communes de La Motte-du-Caire - Turriers a été autorisé par un arrêté préfectoral du 22 décembre 2015.
Depuis le 1er janvier 2017, la commune fait partie de la communauté de communes du Sisteronais Buëch.

### Instances administratives et judiciaires
Bellaffaire est une des sept communes de l'ancien canton de Turriers, qui totalisait 1 265 habitants en 2008. Le canton a fait partie de l’arrondissement de Sisteron du 17 février 1800 au 10 septembre 1926, date de son rattachement à l'arrondissement de Forcalquier, et de la deuxième circonscription des Alpes-de-Haute-Provence. Bellaffaire fait partie du canton de Turriers de 1793 à mars 2015 ; à la suite du redécoupage des cantons du département, la commune est rattachée au canton de Seyne.
La commune fait partie de la juridiction prud'homale de Manosque, d’instance et de grande instance de Digne-les-Bains.

### Fiscalité locale
| Taxe                                                | Part communale | Part intercommunale | Part départementale | Part régionale |
| --------------------------------------------------- | -------------- | ------------------- | ------------------- | -------------- |
| Taxe d'habitation (TH)                              | 3,35 %         | 1,23 %              | 5,53 %              | 0,00 %         |
| Taxe foncière sur les propriétés bâties (TFPB)      | 5,58 %         | 2,83 %              | 14,49 %             | 2,36 %         |
| Taxe foncière sur les propriétés non bâties (TFPNB) | 31,41 %        | 16,26 %             | 47,16 %             | 8,85 %         |
| Taxe professionnelle (TP)                           | 6,98 %         | 2,08 %              | 10,80 %             | 3,84 %         |

La part régionale de la taxe d'habitation n'est pas applicable.
La taxe professionnelle est remplacée en 2010 par la cotisation foncière des entreprises (CFE) portant sur la valeur locative des biens immobiliers et par la contribution sur la valeur ajoutée des entreprises (CVAE) (les deux formant la contribution économique territoriale (CET) qui est un impôt local instauré par la loi de finances pour 2010).

## Population et société

### Démographie
L'évolution du nombre d'habitants est connue à travers les recensements de la population effectués dans la commune depuis 1765. Pour les communes de moins de 10 000 habitants, une enquête de recensement portant sur toute la population est réalisée tous les cinq ans, les populations de référence des années intermédiaires étant quant à elles estimées par interpolation ou extrapolation. Pour la commune, le premier recensement exhaustif entrant dans le cadre du nouveau dispositif a été réalisé en 2006.
En 2022, la commune comptait 158 habitants, en évolution de +6,76 % par rapport à 2016 (Alpes-de-Haute-Provence : +2,84 %, France hors Mayotte : +2,11 %).
| 1765 | 1793 | 1800 | 1806 | 1821 | 1831 | 1836 | 1841 | 1846 |
| ---- | ---- | ---- | ---- | ---- | ---- | ---- | ---- | ---- |
| 399  | 431  | 389  | 414  | 370  | 325  | 373  | 332  | 360  |

| 1851 | 1856 | 1861 | 1866 | 1872 | 1876 | 1881 | 1886 | 1891 |
| ---- | ---- | ---- | ---- | ---- | ---- | ---- | ---- | ---- |
| 358  | 348  | 337  | 311  | 315  | 318  | 277  | 290  | 257  |

| 1896 | 1901 | 1906 | 1911 | 1921 | 1926 | 1931 | 1936 | 1946 |
| ---- | ---- | ---- | ---- | ---- | ---- | ---- | ---- | ---- |
| 235  | 232  | 237  | 220  | 191  | 166  | 172  | 175  | 175  |

| 1954 | 1962 | 1968 | 1975 | 1982 | 1990 | 1999 | 2006 | 2011 |
| ---- | ---- | ---- | ---- | ---- | ---- | ---- | ---- | ---- |
| 171  | 172  | 165  | 135  | 116  | 123  | 142  | 143  | 147  |

| 2016 | 2021 | 2022 | - | - | - | - | - | - |
| ---- | ---- | ---- | - | - | - | - | - | - |
| 148  | 151  | 158  | - | - | - | - | - | - |

| 1315    | 1471    |
| ------- | ------- |
| 58 feux | 23 feux |

L'histoire démographique de Bellaffaire, après la saignée des XIVe et XVe siècles et le long mouvement de croissance jusqu'au début du XIXe siècle, est marquée par une période d'« étale » où la population reste relativement stable à un niveau élevé. Cette période dure de 1806 à 1861. L'exode rural provoque ensuite un mouvement de recul démographique de longue durée. En 1906, la commune a perdu plus de la moitié de sa population par rapport au maximum historique de 1836. Le mouvement de baisse ne s'interrompt définitivement que dans les années 1990, et la population de Bellaffaire a légèrement crû depuis.

### Enseignement
La commune ne dispose pas d'école primaire publique. Au niveau secondaire, les élèves de la commune sont affectés au collège Marcel-Massot. Puis ils poursuivent au lycée de la cité scolaire Paul-Arène à Sisteron,.

### Santé
Ce petit village ne possède aucun professionnel de santé. Les médecins les plus proches se trouvent dans les communes des Hautes-Alpes : Rousset à 7 km et Tallard à 10 km (cabinet médical). La pharmacie du secteur se situe à Espinasses à 6 km. Les hôpitaux les plus proches sont : et l'hôpital local Saint-Jacques Seyne-les-Alpes éloigné de 16 km.

## Économie

### Aperçu général
En 2009, la population active s’élevait à 63 personnes, dont 7 chômeurs (12 fin 2011). Ces travailleurs sont majoritairement salariés (43 sur 58 et travaillent majoritairement hors de la commune (44 travailleurs sur 58). L’essentiel des établissements sont actifs dans l’agriculture, la commune ne comptant que très peu d’emplois salariés.

### Agriculture
Fin 2010, le secteur primaire (agriculture, sylviculture, pêche) comptait dix établissements actifs au sens de l’Insee et aucun emploi salarié.
Le nombre d’exploitations, selon l’enquête Agreste du ministère de l’Agriculture, est en baisse dans les années 2000, passant de 11 à 8, essentiellement des élevages bovins. De 1988 à 2000, la surface agricole utile (SAU) est resté stable, légèrement supérieure à 600 ha, alors que le nombre d’exploitations baissait fortement (de 18 à 11). La SAU a par contre augmenté lors de la dernière décennie, pour atteindre 768 ha, dont près de 600 consacrés aux bovins élevés pour la viande.
La commune de Bellaffaire est incluse dans le périmètre d’un label Appellation d'origine contrôlée (AOC) (Huile essentielle de lavande de Haute-Provence) et de neuf labels Indication géographique protégée (IGP) (Pommes des Alpes de Haute-Durance, Miel de Provence, Agneau de Sisteron, Alpes-de-Haute-Provence (VDP) blanc, rouge et rosé et VDP de Méditerranée blanc, rouge et rosé).

#### Labels
La commune d'Aubignosc est incluse dans le périmètre d’attribution de quatre labels Appellation d'origine contrôlée (AOC) (Huile essentielle de lavande de Haute-Provence, Banon, Huile d'olive de Provence et Huile d'olive de Haute-Provence) et de neuf labels Indication géographique protégée (IGP) (Pommes des Alpes de Haute-Durance, Miel de Provence, Agneau de Sisteron, Alpes-de-haute-provence (IGP) blanc, rouge et rosé et VDP de Méditerranée blanc, rouge et rosé).

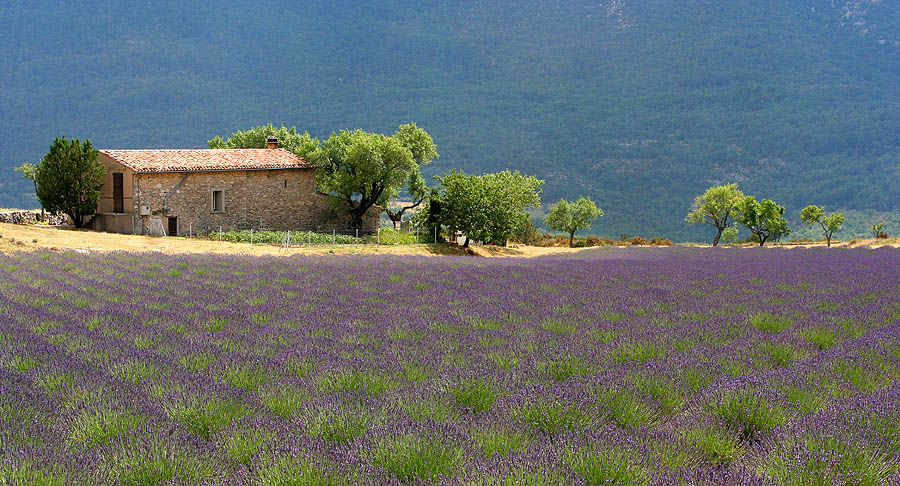
Champ de lavande.
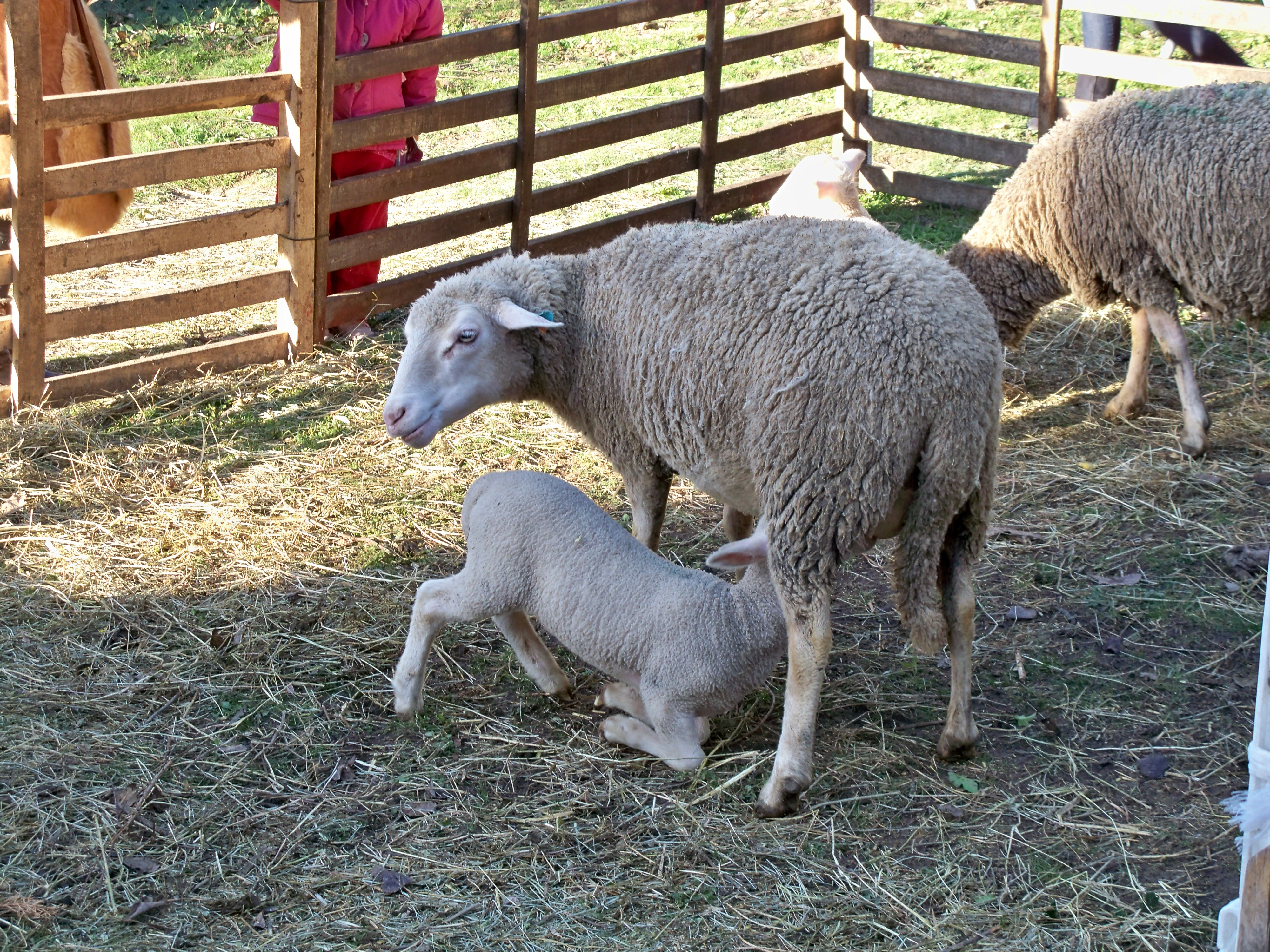
Agneau de Sisteron élevé sous sa mère.
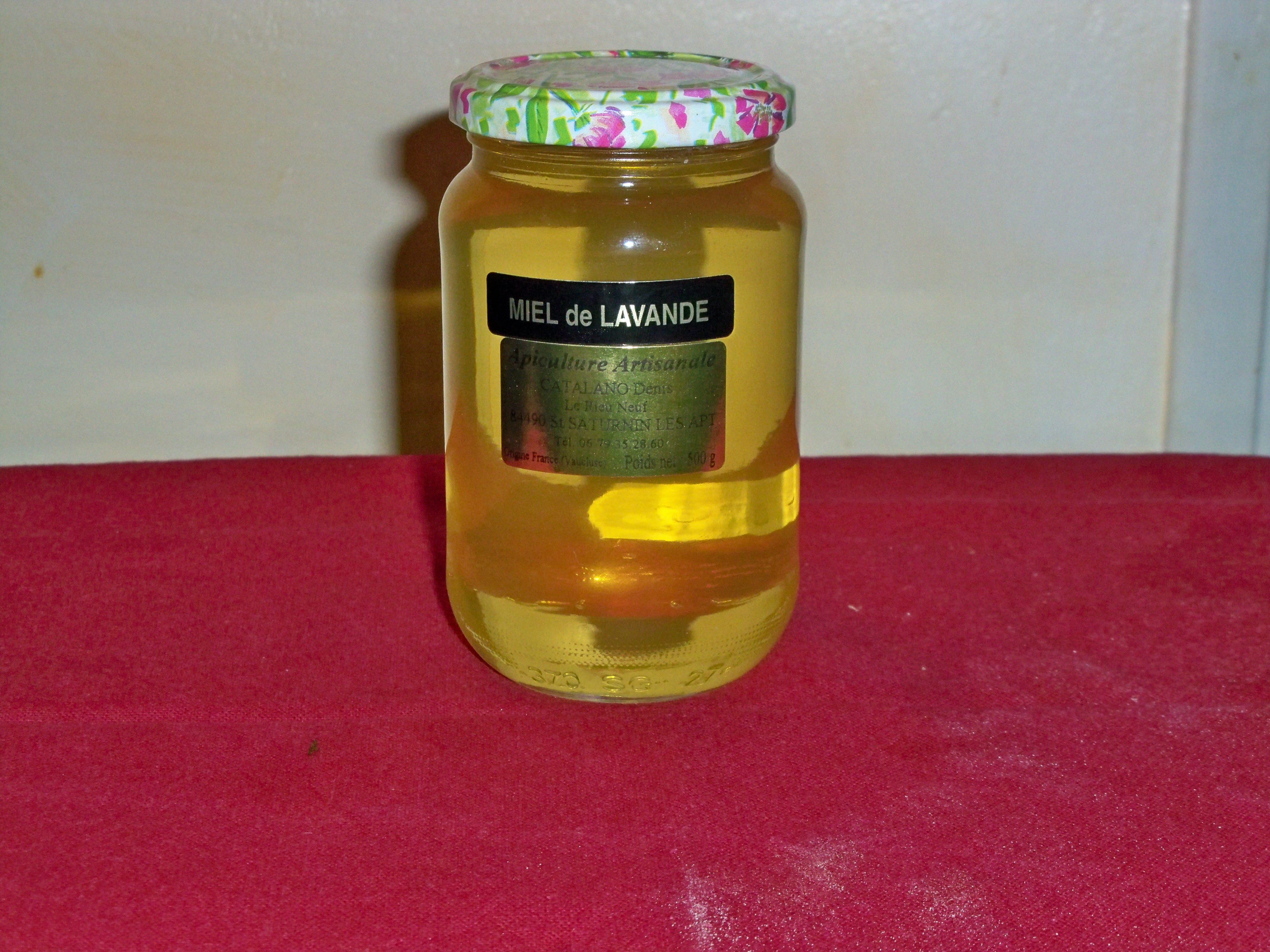
Miel de lavande.
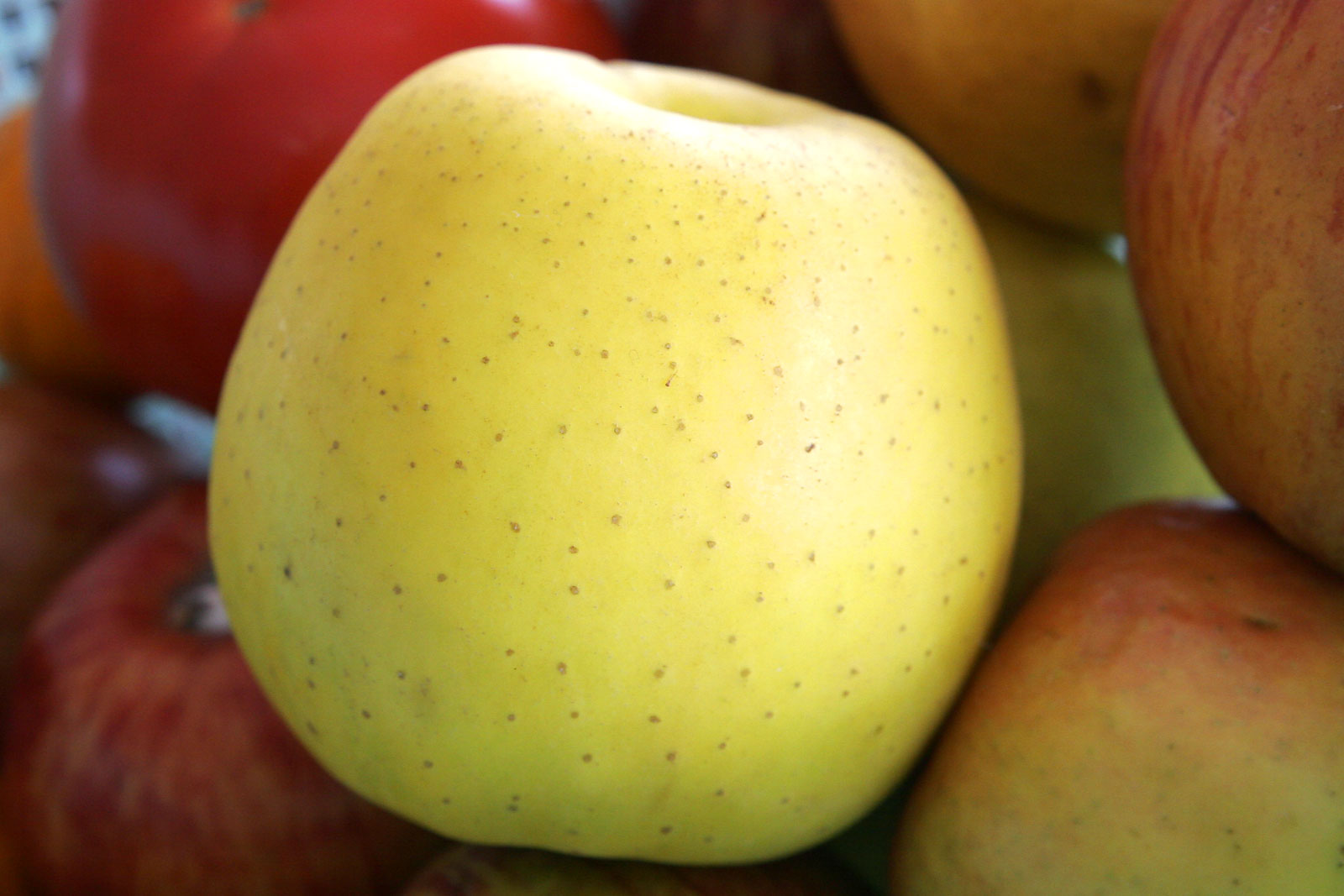
Golden et gala.

La culture de la lavande, désormais mécanisée et bénéficiant d’un marché organisé et d'une AOC pour l’« huile essentielle de lavande de Haute-Provence » depuis 1981, n’a pas vu sa production relancée dans la région[Par exemple ?].
L’agneau de Sisteron est une appellation label rouge protégée depuis 3 janvier 2005,[Par exemple ?].
Le miel de Provence est protégé par un label rouge associé à une indication géographique protégée, tant pour le miel toutes fleurs que pour le miel de lavande et lavandin[Par exemple ?].
Les pommes des Alpes de Haute-Durance ont obtenu une Indication géographique protégée en 2010[Par exemple ?].

### Industrie
Fin 2010, le secteur secondaire (industrie et construction) comptait trois établissements artisanaux du bâtiment, employant un salarié.

### Activités de service
Fin 2010, le secteur tertiaire (commerces, services) comptait trois établissements (sans emplois salariés), auxquels s’ajoutent un seul établissements du secteur administratif (salariant deux personnes).
D'après l’Observatoire départemental du tourisme, la fonction touristique est importante pour la commune, avec entre un et cinq touristes accueillis par habitant. Quelques hébergement à finalité touristique existent dans la commune :
- plusieurs meublés[80] ;
- des chambres d’hôtes[81].

Les résidences secondaires apportent un complément à la capacité d’accueil (40 % des logements sont des résidences secondaires).

## Lieux et monuments

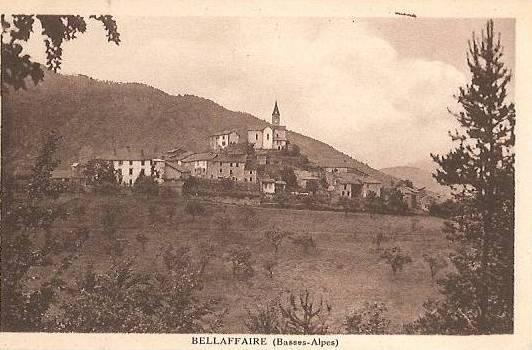
Village vers 1920.

Le château appartenant à la famille Eyssautier est démoli à partir de 1793. Une maison seigneuriale, dite le château, en bas du village, dotée de deux tours d’angle est reconstruite par la famille en 1795 (XVIIe-XVIIIe siècles).
- Église paroissiale Saint-Nicolas-de-Myre[26] ;

À l’église Saint-Joseph à la Freyssinie, il y a une chasuble du XIXe siècle cousue d’or et ornée de fleurs. Au cœur de la croix, se trouve une colombe symbolisant le Saint-Esprit.

## Héraldique
| Blason de Bellaffaire | Blason  | De gueules à une fasce d'argent chargée du mot BELLAFFAIRE de sable et accompagnée de trois étoiles d'argent, deux en chef et une en pointe. |
| Blason de Bellaffaire | Détails | Ce blason est l'ancien blason de la Communauté de Bellaffaire (conseil communal d'Ancien Régime, renouvelé tous les ans, ayant pour charge d'élire deux consuls en janvier et de débattre sur la situation économique de la cité), recensé en 1696 par Charles-René d'Hozier. (D’HOZIER Charles-René, Volumes reliés du cabinet des titres : recherches de noblesse, armoriaux, preuves, histoires généalogiques. Armorial général de France, dressé, en vertu de l'édit de 1696, Provence, 1701, p. 1324) Le statut officiel du blason reste à déterminer. |